# Mano di Irulegi
La Mano di Irulegi (Irulegiko eskua in euskera) è un importante reperto archeologico risalente al I secolo a.C., scoperto nel 2021 in un insediamento situato nei pressi delle rovine del castello di Irulegi, in Navarra, Spagna. Si tratta di una placca di bronzo a forma di mano destra aperta, sulla quale è incisa un'iscrizione in una lingua sconosciuta, che non è ancora stata tradotta. La funzione di questo oggetto, sebbene non ancora chiarita, potrebbe essere legata a pratiche rituali, protettive o celebrative.
Il ritrovamento della è stato reso pubblico nel novembre del 2022, grazie agli scavi condotti dalla Sociedad de Ciencias Aranzadi che, sotto la direzione di Mattin Aiestaran, ha individuato l'artefatto nell'ambito di una serie di indagini archeologiche sull'antico insediamento, distrutto durante la Guerra sertoriana. L'oggetto si presenta come un esempio unico di scrittura e artefatto paleospanico, che offre spunti importanti per la comprensione delle lingue pre-romane e delle pratiche culturali del periodo.

## Ritrovamento

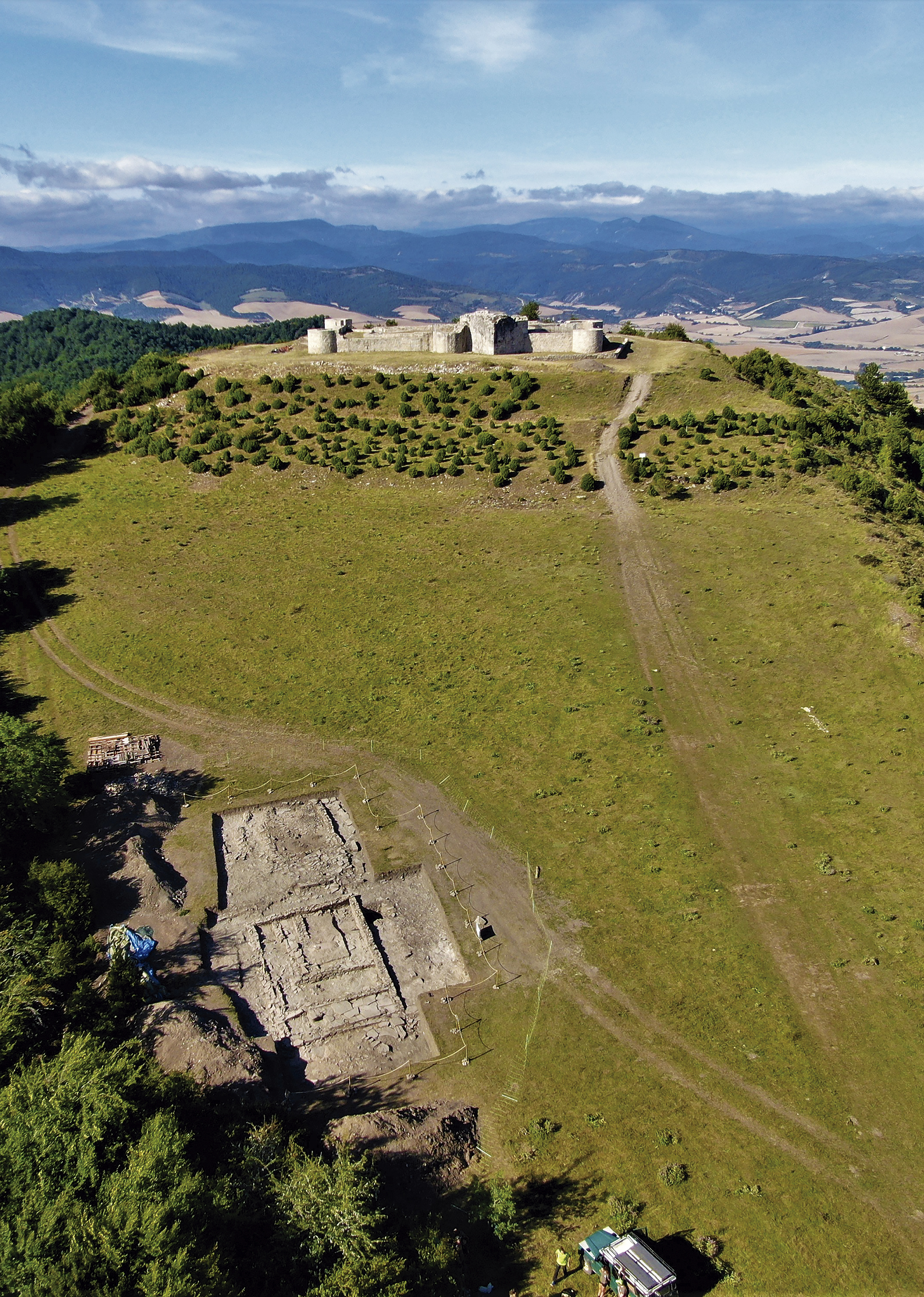
Giacimento e castello

Nel 2017, un gruppo collegato alla Sociedad de Ciencias Aranzadi, diretto da Mattin Aiestaran, stava effettuando degli scavi presso il castello di Irulegi, quando alla base delle rovine venne scoperto un antico insediamento risalente all'Età del Ferro. I ricercatori stabilirono che tale insediamento doveva risalire al primo quarto del I secolo a.C. e che fu abandonato a seguito della devastazione della Guerra sertoriana.
Nel giugno del 2021 l'archeologa Leire Malkorra scoprì l'artefatto nell'abitazione catalogata come edificio 6000. Si è dunque proceduto al deposito presso il Dipartimento di Restaurazione del Governo della Navarra e il 18 gennaio 2022, durante il processo di restaurazione, la restauratrice Carmen Usua scoprì una serie di linee e punti che, esaminati nel dettaglio, rivelarono la presenza di un testo inciso nel bronzo.
Furono anche ritrovati oggetti come monete, pezzi di ceramica, oggetti etruschi e un pennino di osso per scrivere sulle tavolette di cera.
Il 14 novembre 2022, il governo della Navarra annunciò ufficialmente il ritrovamento.

## Descrizione e interpretazione

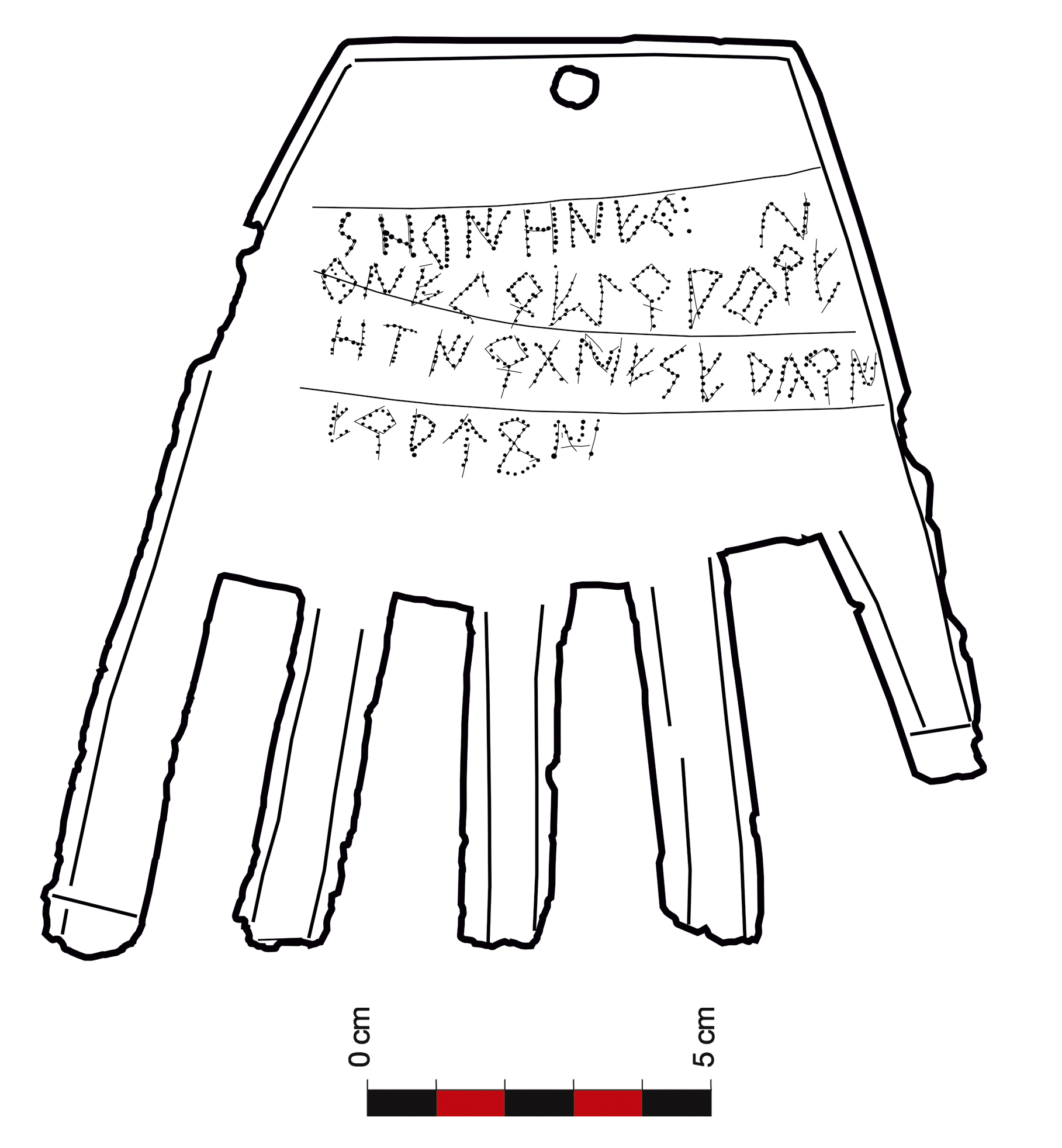
Calco

Il reperto è una lamina di bronzo con la forma di una mano destra aperta. Misura 143,1 mm di altezza, 127,9 mm di larghezza e 1,09 mm di spessore, e pesa 35,9 g. La sua patina contiene un 53,19% di stagno, un 40,87% di rame e un 2,16% di piombo. Sul lato del polso presenta una perforazione di 6,51 mm di diametro, mentre il lato del polso è liscio. Sul dorso, sono incise in dettaglio le unghie, benché quelle relative alle tre dita centrali siano andate perdute.
L'iscrizione sulla mano è composta da circa 40 segni distribuiti su quattro linee di caratteri paleoispanici, un sistema di scrittura precedente all'arrivo dei romani nella penisola iberica. Nonostante inizialmente fosse stato ipotizzato che l'iscrizione fosse vasconica, dato che il villaggio si trovava in un territorio popolato dai vasconi, una lettura più dettagliata suggerisce che il vocablo "sorioneku" (che ricorda l'odierno basco zorioneko, "fortunato" o "di buona sorte") non si relaziona con l'evoluzione di "zorion" o "zorioneko". Inoltre, una nuova lettura dell'iscrizione ha portato a "sorioneke", che non corrisponde alle attese per l'evoluzione interna del basco.
Non è stato possibile tradurre con certezza il testo, e la lingua in cui è scritto rimane sconosciuta, sebbene mostri affinità con l'íbero e l'antico aquitano (anche chiamato lengua vasconica). Inoltre, non è stato possibile decifrarlo neppure tramite il basco o il protobasco. La scrittura è incisa su una superficie che mostra una versione principale e una successiva, segnata con dei punti.
La funzione dell'oggetto rimane oggetto di dibattito tra gli studiosi. Alcuni propongono che si trattasse di un amuleto protettivo destinato a essere appeso all'ingresso delle abitazioni, mentre altri suggeriscono che potesse rappresentare un trofeo di guerra, un segno della vittoria su un nemico sconfitto. La somiglianza con le mani trofeo che venivano esibite in alcune culture celtiche e iberiche suggerisce che il manufatto potesse avere anche una funzione celebrativa della vittoria in battaglia. La scrittura incisa potrebbe riferirsi a una divinità o a una protezione spirituale, concludendo che l'oggetto avesse una forte connotazione rituale.
La sua forma ha suscitato anche ipotesi secondo le quali potrebbe essere un trofeo guerriero, un'usanza comune nelle culture iberiche e celtibere. La mano potrebbe essere stata utilizzata come simbolo di protezione o come parte di un rituale legato alla guerra o alla divinazione.